# Аббвілл (округ, Південна Кароліна)
Шаблон:StateAbbr_ 34°14′ пн. ш. 82°27′ зх. д. / 34.23° пн. ш. 82.45° зх. д.
Округ Аббвілл (англ. Abbeville County) — округ (графство) у штаті Південна Кароліна, США. Ідентифікатор округу 45001.

## Історія
Округ утворений 1785 року.

## Демографія
За даними перепису
2000 року
загальне населення округу становило 26167 осіб, зокрема міського населення було 6128, а сільського — 20039.
Серед мешканців округу чоловіків було 12544, а жінок — 13623. В окрузі було 10131 домогосподарство, 7288 родин, які мешкали в 11656 будинках.
Середній розмір родини становив 3.
Віковий розподіл населення поданий у таблиці:
| Стать    | До 15 років | 15-21 | 22-29 | 30-39 | 40-49 | 50-65 | 65-85 | Понад 85 |
| -------- | ----------- | ----- | ----- | ----- | ----- | ----- | ----- | -------- |
| Чоловіки | 2804        | 1339  | 1182  | 1685  | 1881  | 2109  | 1405  | 139      |
| Жінки    | 2683        | 1387  | 1274  | 1823  | 1967  | 2191  | 1949  | 349      |

## Суміжні округи
- Андерсон — північ
- Грінвілл — північ
- Лоренс — північний схід
- Грінвуд — схід
- Маккормік — південний схід
- Елберт, Джорджія — захід

## Виноски
1. ↑  U.S. Decennial Census. United States Census Bureau. Архів оригіналу за 26 квітня 2015. Процитовано 15 березня 2015.
2. ↑  Historical Census Browser. University of Virginia Library. Архів оригіналу за 11 серпня 2012. Процитовано 15 березня 2015.
3. ↑  Forstall, Richard L., ред. (27 березня 1995). Population of Counties by Decennial Census: 1900 to 1990. United States Census Bureau. Архів оригіналу за 2 лютого 2015. Процитовано 15 березня 2015.
4. ↑  Census 2000 PHC-T-4. Ranking Tables for Counties: 1990 and 2000 (PDF). United States Census Bureau. 2 квітня 2001. Архів оригіналу (PDF) за 18 грудня 2014. Процитовано 15 березня 2015.
5. ↑  State & County QuickFacts. United States Census Bureau. Архів оригіналу за 6 червня 2011. Процитовано 22 листопада 2013. [Архівовано 2011-06-06 у Wayback Machine.](англ.) Наведено за англійською вікіпедією.
6. ↑  American FactFinder. Бюро перепису населення США. Архів оригіналу за 26 лютого 2012. Процитовано 31 січня 2008. [Архівовано 2008-05-21 у Wayback Machine.]

| США | Це незавершена стаття з географії США. Ви можете допомогти проєкту, виправивши або дописавши її. |